# (10332) Défi
(10332) Défi (1991 JT1) – planetoida z grupy pasa głównego asteroid okrążająca Słońce w ciągu 4,09 lat w średniej odległości 2,56 j.a. Odkryta 13 maja 1991 roku.